# Francesco De Angelis (politico)
Francesco De Angelis (Ripi, 4 ottobre 1959) è un politico italiano.

## Biografia
Nato a Ripi, in provincia di Frosinone, adescisce alla Federazione Giovanile Comunista Italiana, l'organizzazione giovanile del Partito Comunista Italiano (PCI), di cui è stato segretario provinciale della FGCI di Frosinone dal 1982 al 1985.
Nel 1985 entra a far parte della segreteria del PCI di Frosinone e viene eletto consigliere comunale della sua città natale.
È stato segretario di Frosinone negli anni della svolta della Bolognina di Achille Occhetto dal PCI al Partito Democratico della Sinistra (PDS).
È stato eletto nel consiglio regionale del Lazio per tre legislature consecutive a partire dal 1995, passando dagli incarichi di presidente della commissione Agricoltura nel 1995, vicepresidente della commissione Bilancio nel 2000, e assessore alla Piccola e Media Impresa dal 2005 fino al 2009.
È componente dell'Assemblea e della Direzione nazionale del Partito Democratico.
Alle elezioni europee del 2009 è stato eletto al Parlamento europeo tra le liste del Partito Democratico.
Nel 2014 si ricandida alle Elezioni europee con il PD nella circoscrizione del Centro, risultando il primo dei non eletti.
Il 30 aprile 2015 viene eletto Presidente del Consorzio ASI di Frosinone.
Alle elezioni politiche del 2018 viene candidato per il PD nel proporzionale nel collegio Lazio 2,  ma non è eletto.